# Brachypterygius
Brachypterygius es un género de ictiosaurio, miembro de la familia de los oftalmosáuridos,que vivió a finales del período Jurásico. Sus fósiles han sido hallados en Inglaterra y la Rusia europea.

## Historia y clasificación
Brachypterygius fue nombrado por Friedrich von Huene en 1922 y la especie tipo es Brachypterygius extremus. El holotipo de B. extremus fue hallado en estratos de edad del Kimmeridgiense (Jurásico Superior de Kimmeridge Clay, en el área de Bath, Inglaterra. McGowan en 1976 nombró a un nuevo género de ictiosaurio, Grendelius mordax del Kimmeridgiense de Kimmeridge Clay, en Norfolk. En 1997, McGowan describió especímens adicionales del mismo taxón en Dorset, y los refirió como una especie de Brachypterygius. Efimov en 1998 nombró a un nuevo género de ictiosaurio, Otschevia pseudoscythia sobre la base de un único espécimen (el holotipo) de la zona de Pseudoscythia (finales del Titoniense en el Jurásico Superior) en Ulyanovsk, en la región del Volga, Rusia. Más tarde, Arkangelsky en 1998 describió a Brachypterygius zhuravlevi de una localidad del Titoniano en Saratov, Rusia. Maisch & Matzke, en 2000 consideraron a ambas especies rusas sinónimas la una de la otra, y las refirieron a la nueva combinación B. pseudoscythius. Por lo tanto, Grendelius y Otschevia son considerados como sinónimos más modernos de Brachypterygius. Brachypterygius está cercanamente emparentado con Platypterygius y Caypullisaurus. Maisch, 2010 también refirió a Ochevia alekseevi (nombrado por Arkangelsky, 2001 del Jurásico Superior de Rusia) y a un ictiosaurio del Cretácico Inferior de Inglaterra a este género.
 y cercanamente relacionado con los géneros Platypterygius y Caypullisaurus.